# Kieron Achara
Kieron Achara (nacido el 3 de julio de 1983 en Stirling) es un exjugador de baloncesto escocés de origen nigeriano que fue profesional durante once temporadas. Con 2,08 metros de estatura, jugaba en la posición de pívot.

## Trayectoria deportiva

### Universidad
Jugó durante cinco temporadas, ya que una de ellas la pasó casi por completo lesionado, con los Dukes de la Universidad Duquesne, en las que promedió 10,8 puntos, 5,3 rebotes y 1,6 tapones por partido. En 2007 acabó en el puesto 16 a nivel nacional y en el segundo de la Atlantic Ten Conference en la lista de mejores taponadores (2,5 por partido), siendo incluido en el mejor quinteto defensivo de la conferencia.

### Profesional
Tras no ser elegido en el Draft de la NBA de 2008, fichó por el GMAC Bologna de la liga italiana, donde juega una temporada en la que promedia 4,6 puntos y 3,2 rebotes por partido.
Al año siguiente firma con el Angelico Biella, promediando 5,2 puntos y 3,3 rebotes. Tras pasar un año en su país, jugando en el Glasgow Rocks, en 2010 regresa a Italia para fichar por el Sigma Barcellona de la Legadue. Allí mejora sus estadísticas hasta los 9,7 puntos y 6,1 rebotes por partido.
En agosto de 2011 ficha por el Assignia Manresa de la liga ACB.